# ویکتوریا فرامکین
ویکتوریا فرامکین (به انگلیسی: Victoria Fromkin)‏
(۱۶ مهٔ ۱۹۲۳ – ۱۹ فوریهٔ ۲۰۰۰) زبان‌شناس و واج‌شناس اهل ایالات متحده آمریکا و استاد دانشگاه کالیفرنیا، لس آنجلس بود. او آثار بسیاری در زمینه‌های گوناگونِ زبان‌شناسی نوشت. او اولین زن در سیستم دانشگاه کالیفرنیا بود که به عنوان معاون رئیس برنامه‌های تحصیلات تکمیلی منصوب شد. او این سمت را از ۱۹۸۰ تا ۱۹۸۹ داشت.
فرامکین در تاریخ ۱۹ ژانویه ۲۰۰۰ در سن ۷۶ سالگی بر اثر سرطان روده بزرگ درگذشت.